# Madhepura
Madhepura é uma cidade e um município no distrito de Madhepura, no estado indiano de Bihar.

## Demografia
Segundo o censo de 2001, Madhepura tinha uma população de 45.015 habitantes. Os indivíduos do sexo masculino constituem 55% da população e os do sexo feminino 45%. Madhepura tem uma taxa de literacia de 62%, superior à média nacional de 59,5%: a literacia no sexo masculino é de 71% e no sexo feminino é de 51%. Em Madhepura, 15% da população está abaixo dos 6 anos de idade.